# صوفيا تشوي
صوفيا تشوي هي صحفية كورية جنوبية، ولدت في 5 مارس 1971 في دايغو في كوريا الجنوبية.

## وصلات خارجية
- صوفيا تشوي على موقع IMDb (الإنجليزية)